# Kotisaari (ö i Jämsä, Kolhinselkä)
Kotisaari är en ö i Finland. Den ligger i sjön Eväjärvi och i kommunen Jämsä i den ekonomiska regionen  Jämsä  och landskapet Mellersta Finland, i den södra delen av landet, 180 km norr om huvudstaden Helsingfors. Öns area är 0,9 hektar och dess största längd är 150 meter i sydöst-nordvästlig riktning.